# Nikola Karović i Slavko Perović
Nikola Karović i Slavko Perović (i bedeutet: und) waren ein jugoslawisches Gesangsduo der 1970er Jahre. Sie waren die erfolgreichsten Vertreter der Jugomeksička muzika.

## Karriere
Slavko Perović (* 5. Juni 1934 in Belgrad) und Nikola Karović (* 14. Juli 1933 in Nikšić) begannen ihre Karriere zunächst unabhängig voneinander in den späten 1950er Jahren, traten aber dann auch als Duo auf und nahmen gemeinsam eine LP und mehrere Singles auf. Als Mexikaner verkleidet sangen sie mexikanische Volkslieder mit serbokroatischen Texten.
Daneben sang Slavko Perović auch Chansons und Schlager, während Nikola Karović auch als Interpret von Militärliedern bekannt wurde, die meist von Branko Karakaš (1930–2014), Darko Kraljić (1920–1998) und Đorđe Radišić (* 1925) komponiert wurden.

## Hintergrund
Slavko Perović und Nikola Karović waren die erfolgreichsten Vertreter der Jugomeksička muzika (Jugo-Mexikanischen Musik). Hintergrund war der große Erfolg des mexikanischen Spielfilms Un día de vida (1950, Regie: Emilio Fernández, in Jugoslawien bekannt als Jedan dan života, serbokroatisch für Ein Tag im Leben) beim jugoslawischen Publikum, dem eine Welle von mexikanisch angehauchter Musik jugoslawischer Interpreten folgte. Besonders das aus dem Film stammende Lied "Mama Juanita" gehörte als Mama Huanita (serbokroatischer Text von Mario Kinel und Ivo Robić) zum Repertoire zahlreicher jugoslawischer Musiker. Den Anfang machte das Trio Tividi (bestehend aus Tino Stipinović, Vigor Finderle und Dinko Banić) auf der Single Trio Tividi pjeva popularne meksikanske pjesme, uz meksikanske orkestar Nikice Kalogjere (dt.: Das Trio Tividi singt beliebte mexikanische Lieder, begleitet vom mexikanischen Orchester von Nikica Kalogjera; Jugoton EPY-3106). Auch Karović und Perović nahmen eine Version dieses Liedes auf.
Weitere Künstler der Jugomeksička muzika waren die Tenori; das Kvartet Paloma, das auch die Sänger Ljubomir Milić (Single Razvod braka, dt.: Ehescheidung, Diskos EDK-3071) und Miroslava Mrđa begleitete; sowie die Sängerinnen Ana Milosavljević (Single Praznik u Meksiku, dt.: Feiertag in Mexiko, PGP-RTB EP-50129) und Nevenka Arsova (Single Paloma negra, Diskos EDK-3056). Die vermutlich letzten Vertreter der Jugomeksička muzika war das Duo Panama (bestehend aus Danijela Galić und Nikica Mohenski), das 1983 die LP Mexico veröffentlichte; auch diese enthält eine Coverversion von Mama Huanita.

## Alben
- Slavko Perović i Nikola Karović uz studijski ansambl Jovana Pavićevića, Jugoton SY-61534